# Phong khởi Lạc Dương
Phong khởi Lạc Dương (tiếng Trung: 风起洛阳; tiếng Anh: Luoyang) là một bộ phim truyền hình cổ trang của Trung Quốc do iQiyi và chính quyền tỉnh Lạc Dương hợp tác sản xuất, phim được chuyển thể từ bộ tiểu thuyết cùng tên của tác giả Mã Bá Dung. Bộ phim với sự tham gia của các diễn viên nổi tiếng Hoàng Hiên, Vương Nhất Bác, Tống Thiến, Tống Dật,... được khai máy ngày 17 tháng 11 năm 2020 và đóng máy ngày 21 tháng 3 năm 2021.
Phong khởi Lạc Dương ấn định lên sóng độc quyền ngày 1 tháng 12 năm 2021 trên nền tảng mạng iQiyi với phụ đề tiếng Việt.

## Nội dung
Câu chuyện diễn ra vào năm Trường An thứ 4, thần đô Lạc Dương. Công trình Thiên Đường sắp hoàn tất, Lạc Dương chuẩn bị tổ chức đại điển tế thiên. Võ Hoàng (Võ Tắc Thiên) lại nhận được mật báo có người muốn lên kinh tuyền tin, giữa đường suýt bị giết chết. Võ Hoàng tức giận ra lệnh phải tra ra loạt án chưa được giải quyết này. Phó soái bất lương, Cao Bỉnh Chúc, cả ngày lăn lộn ở tầng lớp thấp kém Lạc Dương bị đồng liêu vu oan giá họa thành hung thủ mà bị cuốn vào loạt án truy sát này. Nội vệ Tư Nguyệt, xuất thân thế gia, vì thực hiện chức trách mà tiếp cận Cao Bỉnh Chúc, phát hiện trong vụ án còn có nội tình khác. Con trai thứ của Thượng thư bộ Công, Bách Lý Hoằng Nghị, vì điều tra chân tướng vụ án phụ thân bị độc sát mà quyết định liên thủ cùng Cao Bỉnh Chúc và Tư Nguyệt.

## Diễn viên/Phân vai

### Nhân vật chính
| Diễn viên             | Vai diễn                    | Giới thiệu nhân vật |
| Hoàng Hiên 黄轩       | Cao Bỉnh Chúc 高秉烛        | Cựu Phó soái Bất Lương thành. Trong quá khứ từng cứu Đồng Dương vương, các huynh đệ vì thế cũng mất mạng, bị vu oan giá họa mất chức. Vì muốn đòi lại công bằng cho các huynh đệ mà bị cuốn vào âm mưu ám sát Võ Hoàng.               |
| Vương Nhất Bác 王一博 | Bách Lí Hoằng Nghị 百里弘毅 | Con trai thứ nhà Thượng thư bộ Công, được mệnh danh là tay sành ăn số một Lạc Dương. Kết duyên với Liễu Nhiên nhưng phụ thân bị độc sát đúng vào ngày đại hôn, vì muốn điều tra chân tướng mà hợp tác với Cao Bỉnh Chúc và Tư Nguyệt. |
| Tống Thiến 宋茜       | Võ Tư Nguyệt 武思月         | Nguyệt Hoa quân Nội vệ, xuất thân ngành phụ của nhà họ Võ. Trong lúc điều tra vụ án sát hại người tố giác, cô gặp gỡ Cao Bỉnh Chúc và Bách Lý Hoằng Nghị, cùng nhau tìm kiếm manh mối. Sau này phải lòng Cao Bỉnh Chúc.               |

### Nhân vật phụ
| Diễn viên     | Vai diễn         | Giới thiệu nhân vật |
| ------------- | ---------------- | --- |
| Tống Dật 宋轶 | Liễu Nhiên 聊然  | Thất nương ở Liễu Gia, kết duyên với Bách Lý Hoằng Nghị, toàn tâm toàn ý với Hoằng Nghị nhưng bị phu quân lạnh nhạt. Sau này trải qua nhiều biến cố, Hoằng Nghị nhận ra tình cảm của cô, phu thê hòa hợp. |
| Vịnh Mai      | Võ Hoàng         | Hoàng đế nhà Võ Chu |
| Lưu Đoan Đoan | Đông Xuyên vương | Cháu trai Võ Hoàng. Ngoài mặt là một tay ăn chơi có tiếng, thực chất là Lang quân đứng đầu Liên Phưởng, tổ chức tình báo của nhà Võ Chu.                                                                  |
| Trương Đạt    | Võ Du Quyết      | Phụng Ngự lang Nội vệ, huynh trưởng của Võ Tư Nguyệt. |

## Nhạc phim
[Tâm Niệm] - Hoàng Thi Phù (nhạc cuối phim)
[Phong Khởi Lạc Dương] - Winky Thi (nhạc nền cảnh đại hôn Bách Lý Hoằng Nghị & Liễu Nhiên)

## Liên kết
- Phong khởi Lạc Dương trên Sina Weibo
- Phong khởi Lạc Dương trên trang Douban (bằng tiếng Trung Quốc)